# ميناء أبو زنيمة
هو ميناء تعديني بحري يقع في أبو زنيمة بمحافظة جنوب سيناء بمصر خدمة المنطقة الصناعية و المنطقة التعدينية بأبو زنيمة المليئة بالمعادن و المحاجر ويتبع شركة سيناء للمنجنيز إحدي شركات التعدين الحكومية المملوكة للشركة القابضة للصناعات المعدنية .